# United Nations Correspondents Association
United Nations Correspondents Association (UNCA), ibland översatt till FN:s korrespondentförening, är en förening för journalister ackrediterade vid FN:s huvudkvarter i New York. Föreningen grundades 1947 som efterföljare till League of Nations Journalists’ Association. UNCA har som mål att uppmärksamma och uppmuntra god journalistik kring FN, dess special- och underorganisationer i FN-systemet och de uppgifter de utför. Föreningen tar också hand om journalisters praktiska intressen i förhållande till FN. Föreningen har idag över 200 medlemmar från en mängd länder.

## Priser
UNCA deler ut en mängd priser för framstående journalistik och andra insatser:
- The Elizabeth Neuffer Memorial Prize – för enastående journalistisk täckning av FN i tryckta medier. Priset är uppkallat efter Elizabeth Neuffer, journalist för The Boston Globe som dödades i Irak 2003 under arbetet med att rapportera från kriget.
- The Ricardo Ortega Memorial Prize – för radiojournalistik. Priset är uppkallat efter den spanska journalisten Ricardo Ortega, som dödades i Haiti 2004.
- The United Nations Foundation Prize – för rapportering kring humanitära frågor och utvecklingsfrågor.
- The Ranan Lurie Political Cartoon Awards – för karikatyrer som främjar eller förklarar FN:s anda och principer. Priset är uppkallat efter Ranan Lurie, politiska tecknare, journalist och en av föreningens medlemmar.
- The Sergio Vieira de Mello Citizen of the World Award – för enastående insatser. Priset är uppkallat  efter den brasilianska FN-diplomaten Sérgio Vieira de Mello som dödades i en bombattack mot FN:s högkvarter i Bagdad 2003.